# Bestiariusz z Rochester
Bestiariusz z Rochester – średniowieczny iluminowany bestiariusz. Przechowywany jest w British Library w Londynie (sygnatura Royal MS 12 F. xiii).
Spisana na welinie księga ma wymiary 29,8×21,4 cm i liczy 152 kart in folio. W księdze znajduje się 55 kolorowych miniatur, umieszczonych w prostokątnych ramkach o złotym tle, zamykających kolejne rozdziały z opisami poszczególnych zwierząt. Z nieznanych powodów iluminator nie ukończył swojej pracy, na niektórych kartach pozostały tylko zapiski w języku francuskim z instrukcjami dla artysty.
Manuskrypt został wykonany około 1230 roku dla benedyktyńskiego klasztoru św. Andrzeja w Rochester. Jego treść oparto w znacznej mierze na Pantheologusie Piotra z Kornwalii. Po sekularyzacji klasztorów księga trafiła w 1542 roku do biblioteki królewskiej w Westminsterze. W 1757 roku król Jerzy II podarował manuskrypt Bibliotece Brytyjskiej.

## Miniatury z bestiariusza

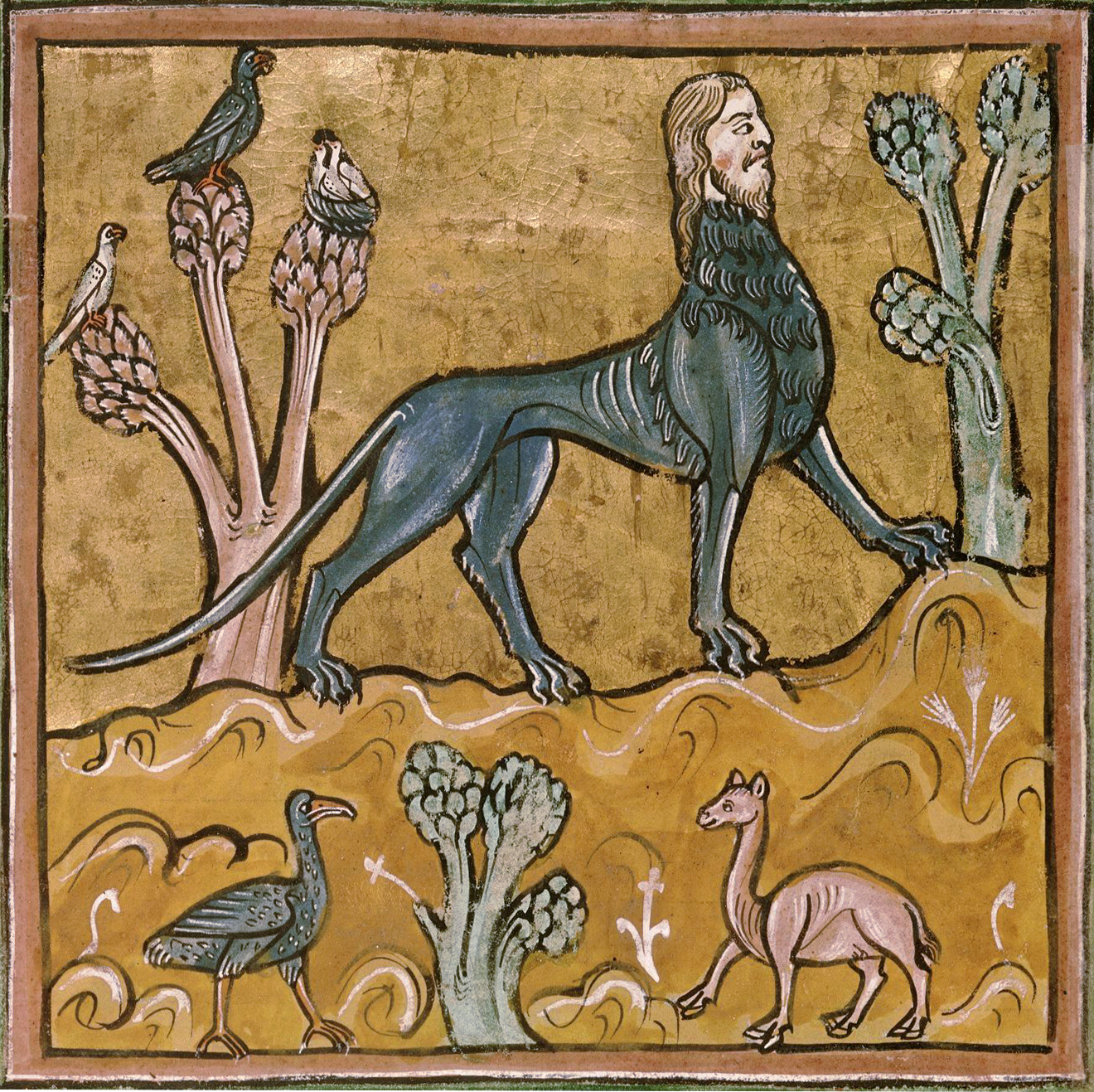
Mantikora
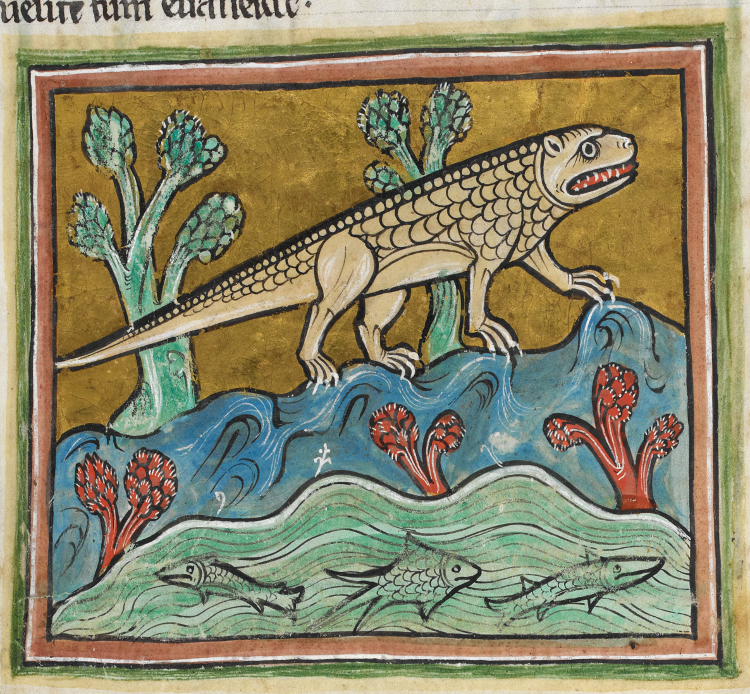
Krokodyl
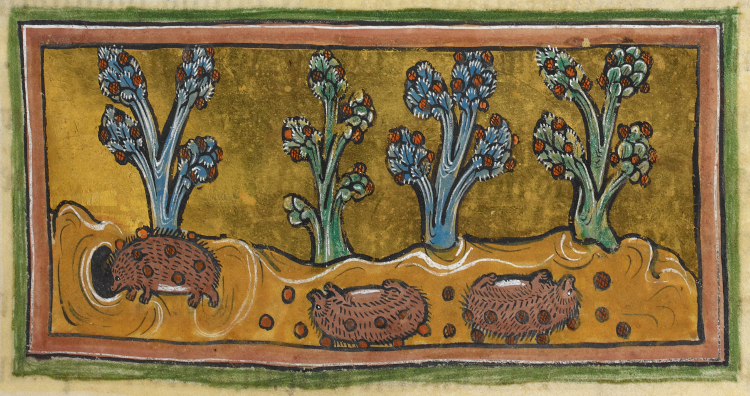
Jeże; według średniowiecznych legend jeże tarzają się w spadłych z drzewa owocach, nadziewając je w ten sposób na kolce
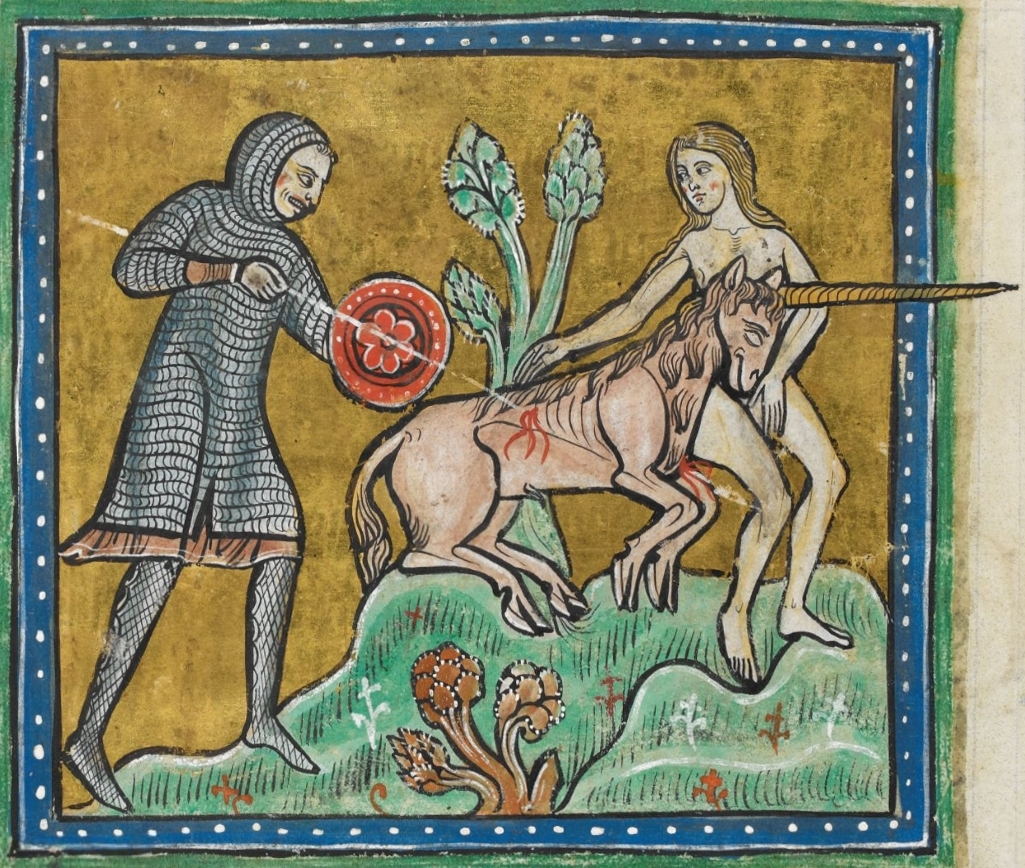
Polowanie na jednorożca; obłaskawione przez dziewicę zwierzę zostaje zabite przez myśliwego